# 18 Regiment Pieszy Koronny
18 Regiment Pieszy Koronny – oddział piechoty armii koronnej wojska I Rzeczypospolitej.

## Formowanie i walki
Była to jednostka taktyczna składająca się z kilku kompanii piechoty, będąca odpowiednikiem późniejszego pułku piechoty.
Regiment został sformowany 24 kwietnia 1794 kosztem Izydora Krasińskiego (ppor. regimentu 5 fizylierów), braci Ossolińskich(Wujowie Izydora), kasztelana podlaskiego i starosty drohickiego oraz hrabiego Tarnowskiego z województwa podlaskiego. Zawiązki stanowili żołnierze wydzieleni z 5 regimentu pieszego fizylierów. Jeden batalion wszedł w skład dywizji nadnarwiańskiej, a dwa kolejne w skład dywizji gen. Sierakowskiego.
Jednostka kompletowana była w województwie podlaskim na terenach ziem drohickiej, bielskiej i  częściowo liwskiej. Jej rekrutacja przybierała formy brutalnego wcielania. W maju stojąca w Ciechanowcu komenda 18 regimentu wcieliła do regimentu 28 flisaków, spławiających zboże do Gdańska. Sprawę tę rozpatrzyła Rada Zastępcza Tymczasowa, Krasińskiemu kazano flisaków zwolnić. Na ręce gen. lejtn. Orłowskiego wpłynęła skarga obywateli ziemi liwskiej, zarzucająca Krasińskiemu polowanie na ludzi, przyjmowanie do jednostki przestępców i prowadzenie schwytanych rekrutów na postronkach do stacjonującego w Siedlcach regimentu. W imieniu ziemi bielskiej 9 czerwca krytyczną notę na sposób rekrutacji złożył  Michał Starzeński, starosta brański. Ostrzegał, iż szlachta może posunąć się do otwartego bojkotu rekrutacji 18 regimentu.
Pomimo trudności regiment 2 czerwca liczył już około 500 głów, w tym 20 starych przeszkolonych żołnierzy z 5 regimentu. W lipcu bataliony II i III osiągnęły siłę 800 głów, a we wrześniu 852. 

I batalion ppłk. Niewiadomskiego na początku lipca miał 463 żołnierzy, a stan liczebny regimentu łącznie w trzech batalionach wynosił wtedy 1263 ludzi. Na uzbrojeniu regiment posiadał 1206 karabinów. W bitwie pod Nowogrodem I batalion poniósł znaczne straty. Podobne straty poniosły pozostałe bataliony w bitwie gen. mjr. Sierakowskiego z Suworowem pod Krupczycami i Terespolem. Poległo 3 oficerów i 112 szeregowców oraz podoficerów, zaginęło 233, do niewoli dostało się 51. 
30 września bataliony II i III liczyły około 400 głów, a w bitwie pod Maciejowicami zostały całkowicie rozbite. 11 października w Białej zebrało się ledwie 15 żołnierzy pod dowództwem por. Wasilewskim. Ocalała tylko kompania (149 głów) wchodząca w skład dywizji gen. mjr. Ponińskiego, która nie uczestniczyła w bitwie. 2 listopada po dołączeniu wszystkich rozproszonych pod Maciejowicami kompania ta stacjonowała na Pradze i posiadała 195 żołnierzy.

I batalion przez cały październik pozostawał na froncie nad Narwią. 3 października liczył 404 ludzi. 1 listopada dostał się do niewoli pruskiej razem z dywizją gen. lejtn. Jerzego Grabowskiego.

Dowódcą regimentem i jednocześnie nieoficjalnie jego szefem, był były chorąży 5 regimentu, 20-letni Izydor Krasiński. Po wystawieniu regimentu piechoty bez korzystania z pomocy skarbu państwa, awansował na  pułkownika, a 23 maja na generała majora. W regimencie służyli też: płk Antoni Szuszkowski, ppłk Tadeusz Niewiadomski, kpt. Jakub Dietrich i kpt. Ignacy Borysławski. 
Prócz wyżej wymienionych w 18 regimencie pełniło służbę 33 oficerów, w tym 4 poprzednio służyło w 5 regimencie.

## Żołnierze regimentu
Komendanci:
- płk Izydor Krasiński[9] (awansował z ppor.)
- płk Szuszkowski[1].

## Walki regimentu
Bitwy i potyczki
- bitwa pod Chełmem (8 czerwca),
- Wąsosz (przed 27 czerwca),
- Stawiska (3 lipca),
- Okrzeja, Słonim (6 sierpnia),
- bitwa pod Krupczycami

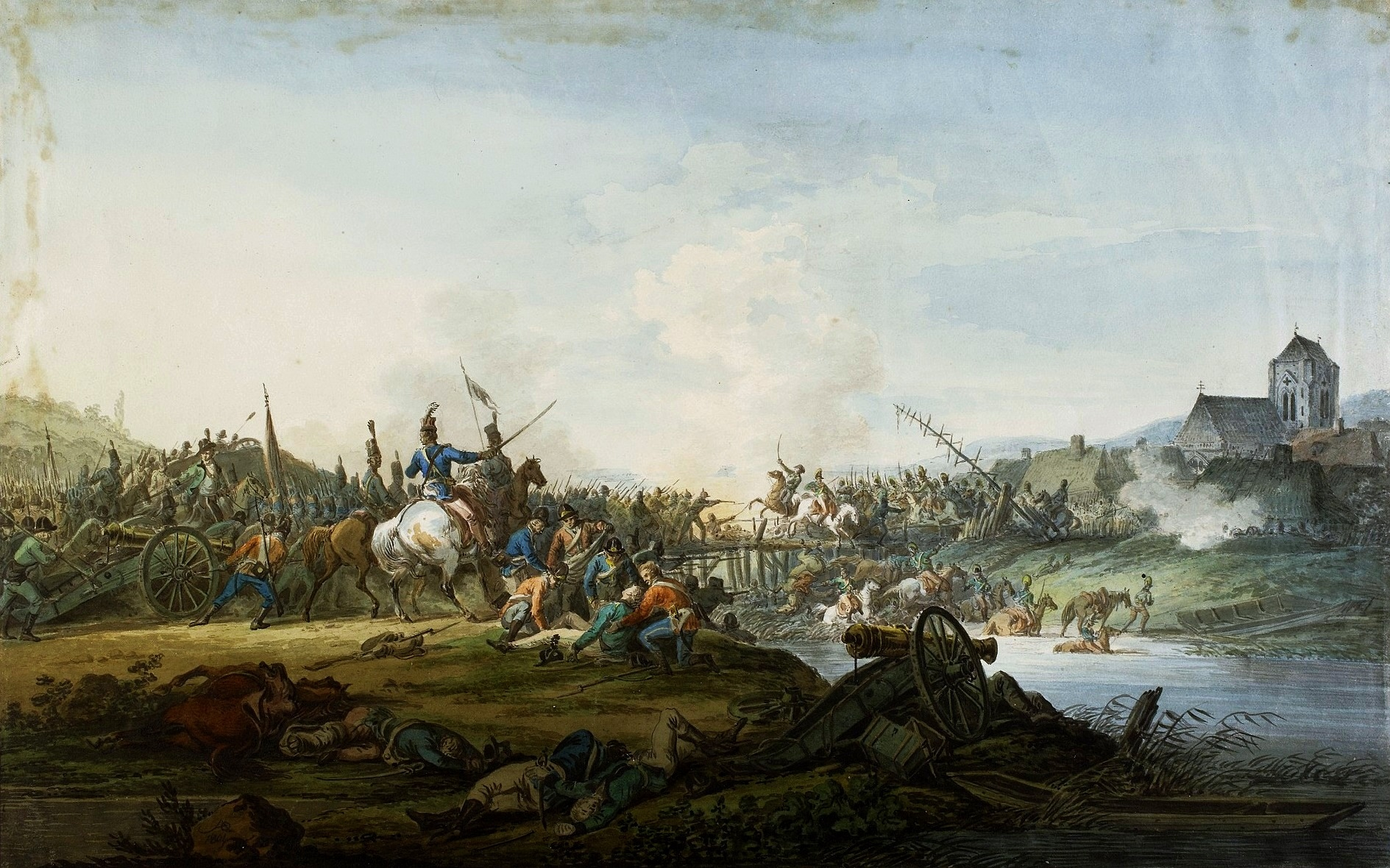
bitwa pod Krupczycami

- bitwa pod Terespolem (19 września),
- Brześć (17 września),
- bitwa pod Maciejowicami (10 października),
- obrona Pragi (4 listopada).